# Iglesia de San Esteban (Valencia)
La iglesia de San Esteban, sita en la plaza de San Esteban de la ciudad de Valencia (España) es un templo gótico edificado sobre una antigua mezquita que en el siglo XVII fue profundamente alterado en el estilo barroco.

## Descripción
El templo tiene la planta típica de las iglesias parroquiales valencianas de época gótica, con una sola nave y capillas entre los contrafuertes. Su aspecto externo es muy sobrio, destacando los contrafuertes rematados por gárgolas que sobresalen por encima de la pared lisa, la sencilla puerta que da a la plaza de San Esteban, y el campanario que se alza a los pies.

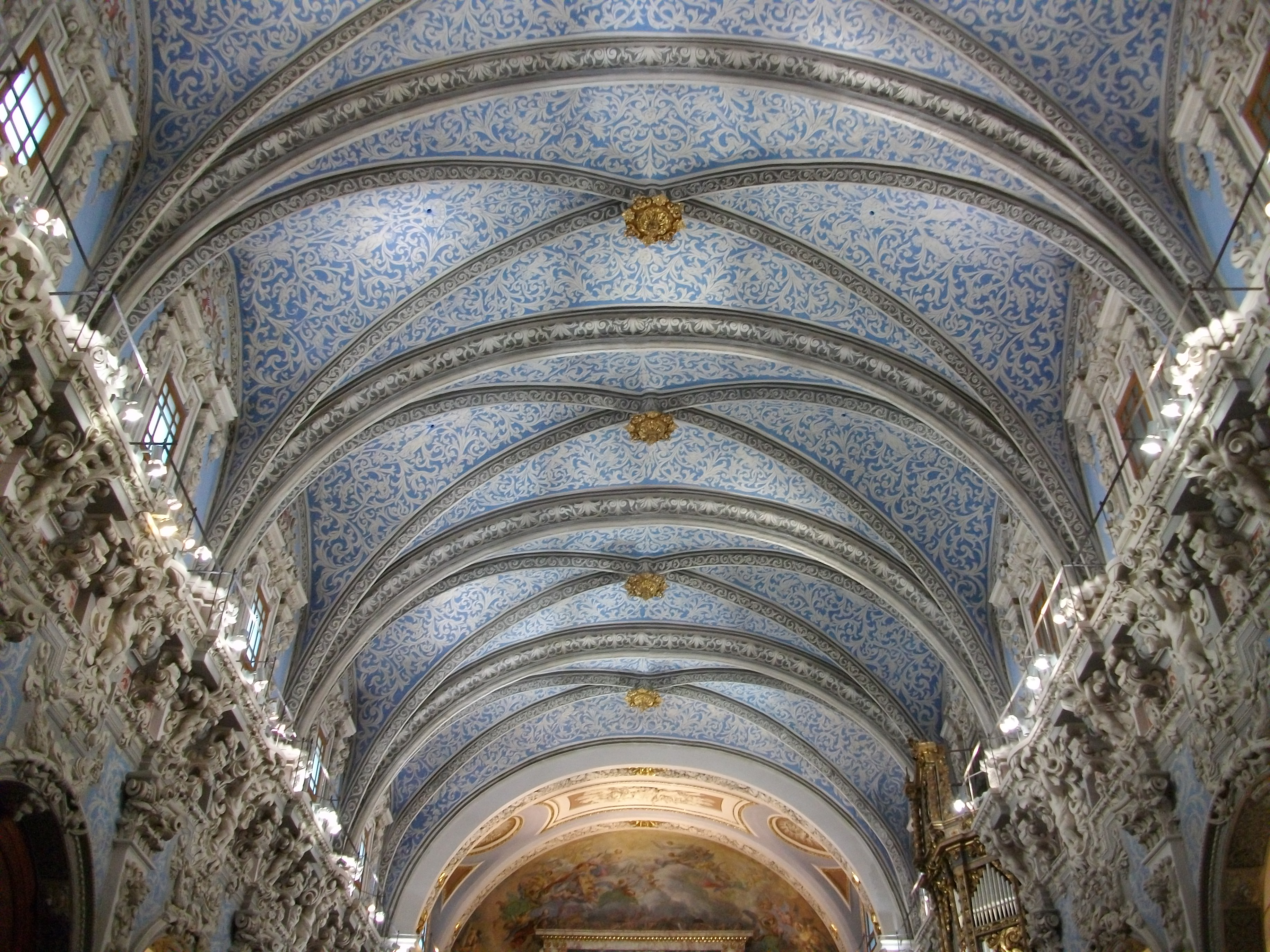
Interior

En el interior sorprende su recargada decoración de yeserías y esgrafiados. A diferencia de otras iglesias barrocas valencianas en la de San Esteban no se recubrieron las bóvedas de crucería, que se levantaron de nuevo en el siglo XVII entre arcos de medio punto. La decoración se organiza mediante pilastras de yeso entre los arcos de las capillas que sostienen un entablamento, todo recubierto de formas vegetales y de angelotes. El fondo en cambio se pintó de colores, sobre todo de azul, dibujándose sobre él un esgrafiado blanco con ondulantes formas vegetales.
San Esteban era la iglesia de los notarios, y su cofradía patrocinó en 1682 la construcción de las capillas de los pies, con la pila bautismal de San Vicente Ferrer y San Luis Beltrán en el centro, lugar preferido de los valencianos para bautizar a sus hijos, y donde se representa cada año el 22 de enero el bautismo del santo.
El retablo que tuvo la iglesia en el siglo XVI, compuesto por una serie de lienzos dedicados al martirio de San Esteban, es obra del pintor valenciano Vicente Juan Masip (conocido como Juan de Juanes). Estos cuadros Fueron pintados hacia 1562 y permanecieron en la iglesia hasta su adquisición por Carlos IV alrededor de 1800. Actualmente se encuentran expuestas estas pinturas en el Museo del Prado.

## Galería

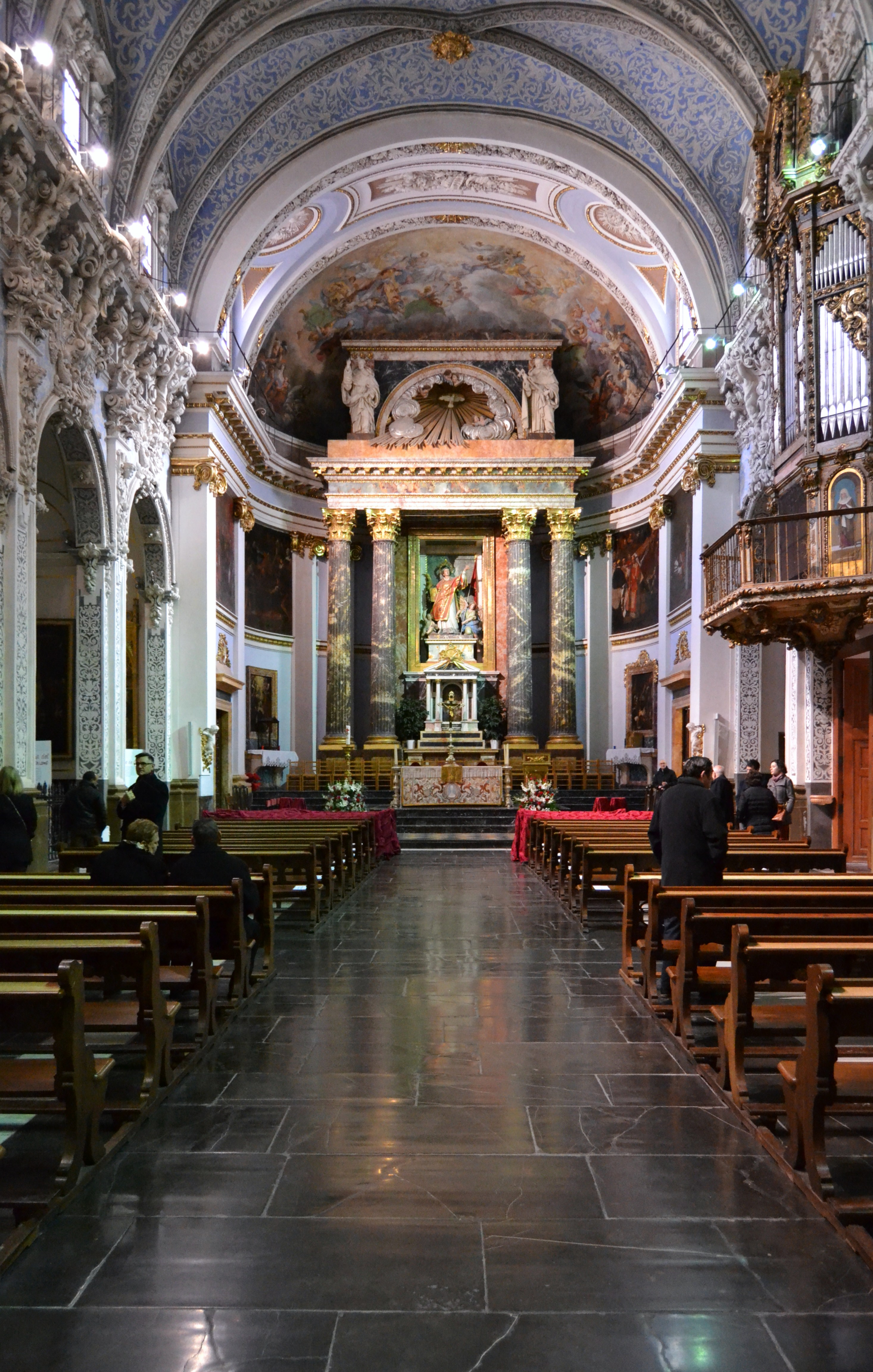
Interior del templo
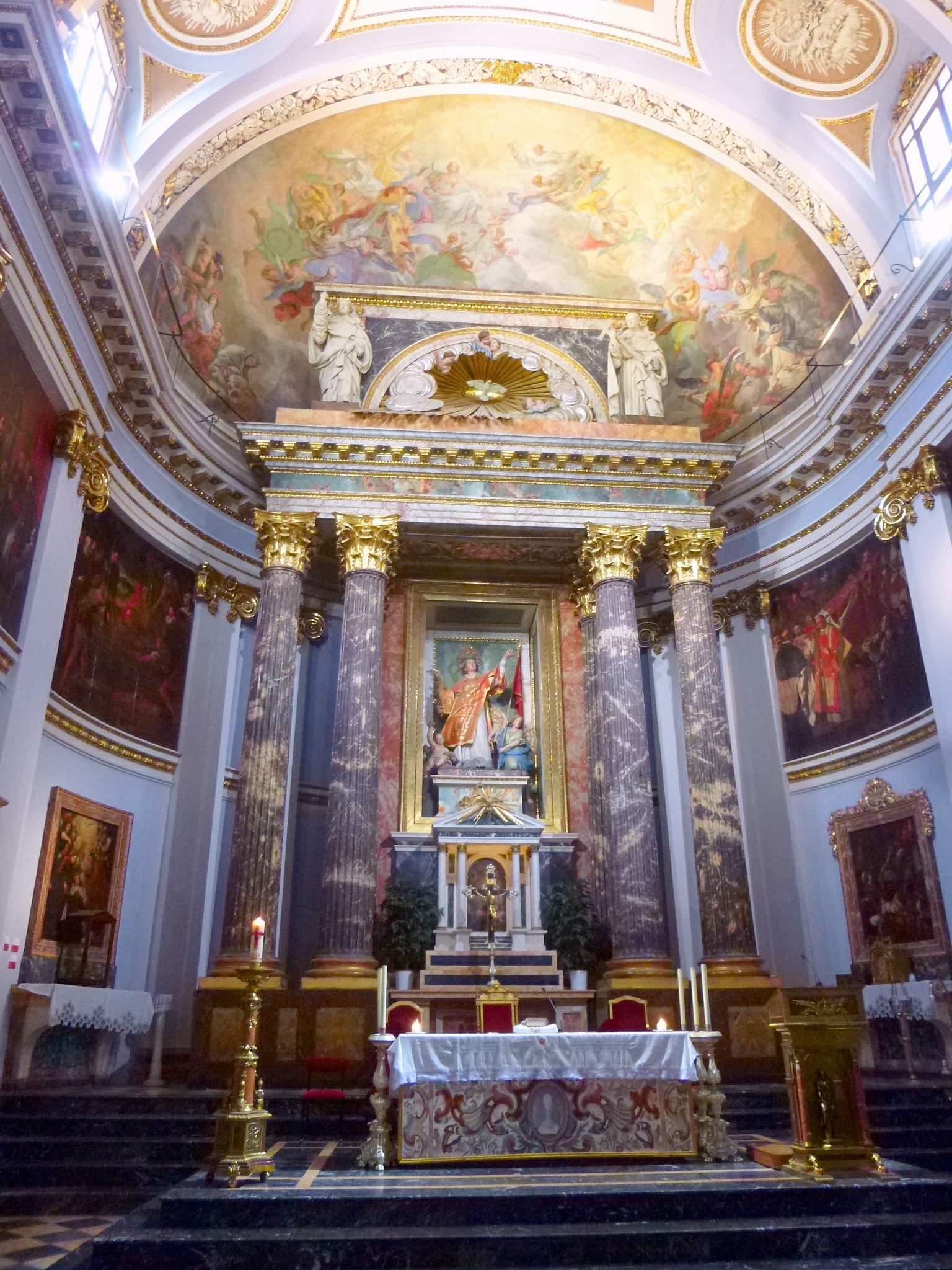
Altar mayor
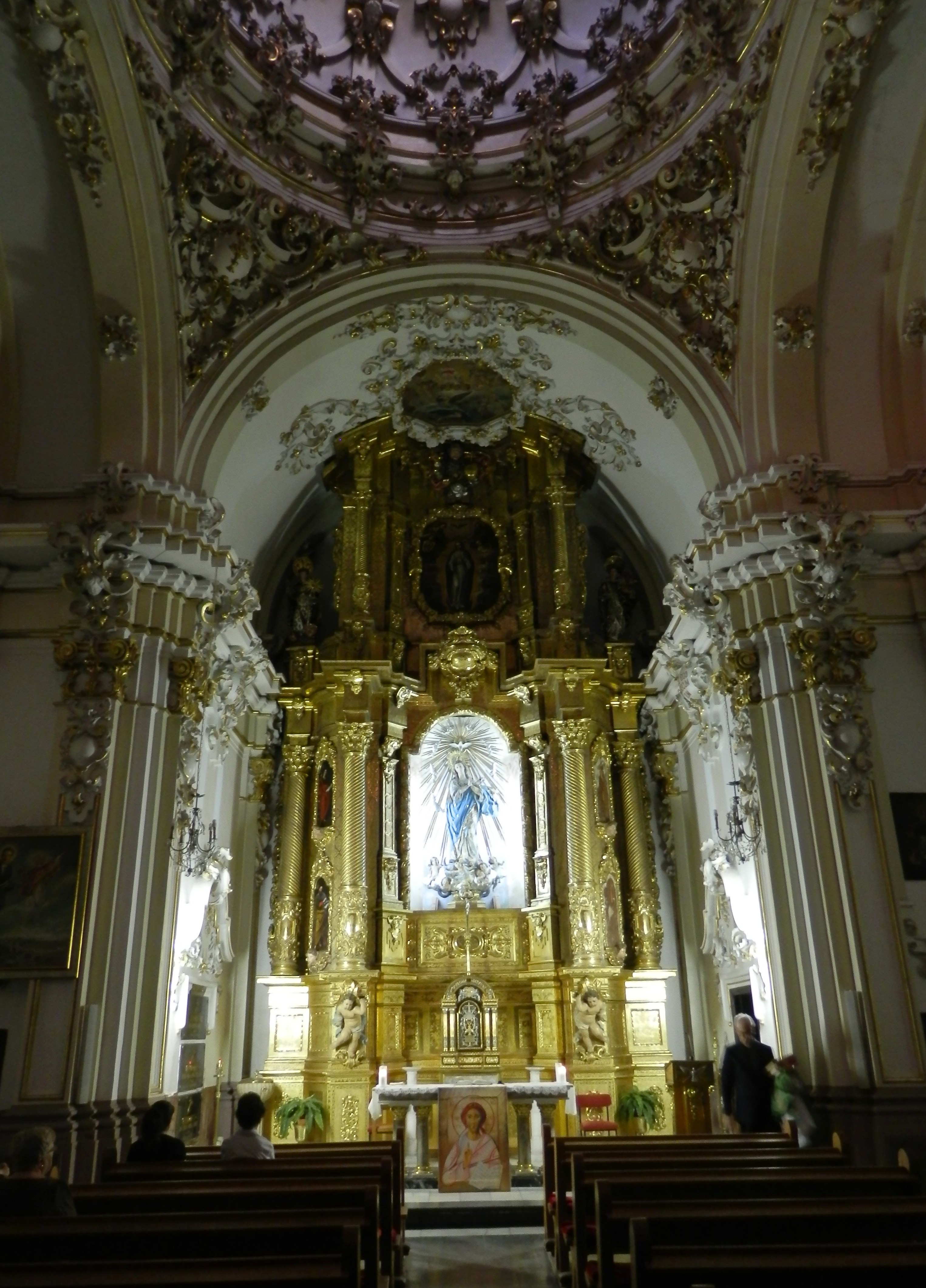
Capilla de la Comunión
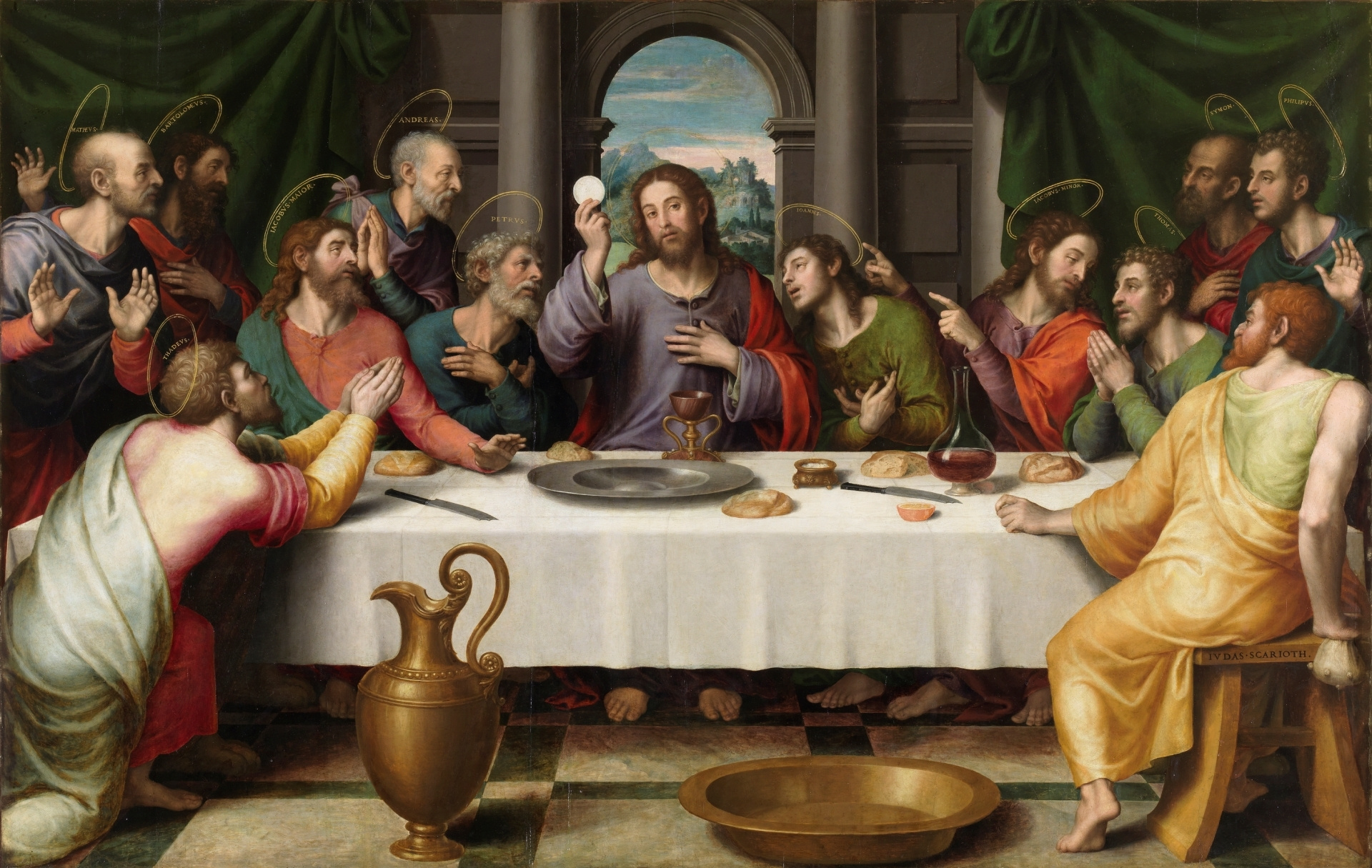
La Última Cena de Juan de Juanes
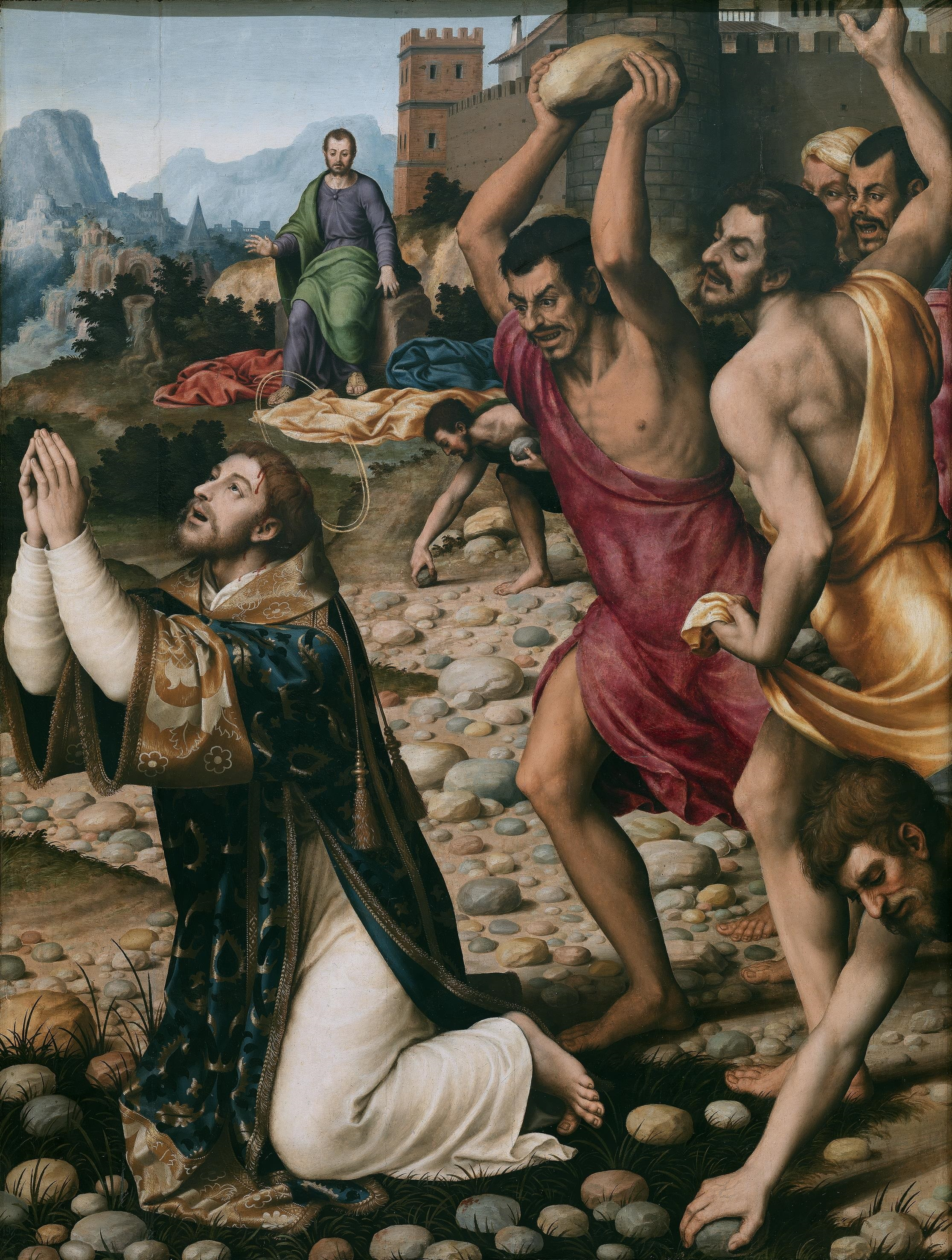
Martirio de San Esteban de Juan de Juanes